# 용량 차원
기하학에서, 용량 차원(영어: capacity dimension)은 정수 값이 아닐 수 있는 차원의 하나이다.

## 정의
거리 공간 {\displaystyle X}가 주어졌다고 하자. 임의의 {\displaystyle \epsilon >0}에 대하여, {\displaystyle N_{\epsilon }(X)}가 {\displaystyle X}의 덮개를 이루는 지름이 {\displaystyle \epsilon }인 공들의 최소 개수라고 하자. {\displaystyle X}의 용량 차원 {\displaystyle \dim _{\operatorname {C} }X}는 다음과 같다.
{\displaystyle \dim _{\operatorname {C} }X=\limsup _{\epsilon \to 0}{\frac {\ln N_{\epsilon }(X)}{\ln {\frac {1}{\epsilon }}}}}

## 예

### 칸토어 집합
칸토어 집합 {\displaystyle C}는 닫힌구간 {\displaystyle [0,1]}에서 시작하여 각 구간에서 가운데 1/3을 제거하는 과정을 거듭하여 만들어진다. 각 과정마다 구간의 개수는 2배씩 늘어나며, 각 구간의 길이는 1/3씩 줄어들므로, {\displaystyle \epsilon _{n}=1/3^{n}}을 취할 경우 {\displaystyle N_{\epsilon _{n}}(C)=2^{n}}이다. 따라서 용량 차원은
{\displaystyle \dim _{\operatorname {C} }C=\lim _{n\to \infty }{\frac {n\ln 2}{n\ln 3}}={\frac {\ln 2}{\ln 3}}\approx 0.63}
이다. 이는 {\displaystyle C}의 하우스도르프 차원과 같다.